# Caoxite
La caoxite est un minéral composé d'oxalate de calcium trihydraté Ca(C2O4) • 3 H2O, cristallisant dans le système cristallin triclinique (groupe d'espace P1).
La caoxite se trouve dans les fractures des calcaires riches en manganèse et baryum.
Le nom du minéral fait référence à la fois au centenaire de la découverte des rayons X (Centennial Anniversary of X-rays en anglais) et à sa composition chimique (l'oxalate de calcium, calcium oxalate en anglais).